# Drymusa nubila
Espèce
Drymusa nubila est une espèce d'araignées aranéomorphes de la famille des Drymusidae.

## Distribution
Cette espèce est endémique de Saint-Vincent à Saint-Vincent-et-les-Grenadines dans les Antilles.

## Description
La femelle syntype mesure 4 mm.
La femelle décrite par Valerio en 1971 mesure 4,5 mm.

## Systématique et taxinomie
Cette espèce a été décrite par Simon en 1892.

## Publication originale
- Simon, 1892 : « On the spiders of the island of St. Vincent. Part 1. » Proceedings of the Zoological Society of London, vol. 1891, p. 549-575 (texte intégral).